# Lee Pete
Leland „Lee“ Pete (* 14. November 1924 in Toledo, Ohio; † 25. März 2010 ebenda) war ein US-amerikanischer Hörfunkmoderator und American-Football-Spieler. Er spielte auf der Position des Quarterbacks für die Toledo Rockets.

## Karriere
Pete spielte von 1946 bis 1949 College Football an der University of Toledo für die Toledo Rockets. Ursprünglich im Sommer 1946 an der University of Michigan eingeschrieben, konnte Toledos Head Coach Bill Orwig ihn für die Rockets rekrutieren. Die meisten Statistiken seiner Ära sind nicht bekannt, jedoch warf er ihn seiner Karriere 23 Touchdownpässe, ein hoher Wert in einer Zeit, wo hauptsächlich auf das Laufspiel gesetzt wurde. Seine Kompletierungsanteil von 65,2 % in der Saison 1947 ist noch immer einer der besten Werte in der Geschichte der Rockets. In jenem Jahr wurde er auch zum First-team All-Ohio gewählt. Im Glass Bowl 1948 warf er für 167 Yards bei 17 gefangenen Pässen, was ihm die Wahl zum MVP des Spiels einbrachte. Videomaterial aus seiner Spielzeit zeigte, dass er Pässe über 70 Yards werfen konnte, ein exzellenter Wert in jeder Ära. Zum hundertjährigen Jubiläum der Rockets 2017 wurde Pete auf Platz 28 des All-Century Teams gewählt. Er spielte 1947 und 1948 zusätzlich auch Baseball für die Rockets. Er erzielte einen Schlagdurchschnitt von .344.
Nach dem College hatte er nichterfolgreiche Probetrainings bei den Green Bay Packers und Detroit Lions. Er eröffnete daraufhin einen Sallon in Toledo, ehe er 1951 zum Radio ging. Er war dabei jahrelang der Kommentator der Spiele der Rockets bei WSPD. 1970 wechselte er zu KDWN aus Las Vegas, wo er „The Sturdust Line“ moderierte. Dort blieb er bis 1998, ehe er sich für zwei Jahre KRLV-AM anschloss, um eine Nachmittagsshow zu moderieren. Mit Beginn des Jahres 2002 ging er in den Ruhestand.

## Persönliches
2002 pflegte er seine Frau Lila zuhause, während er selbst mit Diabetes und Kreislaufproblemen kämpfte. Nach dem Tod seiner Frau 2002 kontaktierte er eine Jugendfreundin, welche ihn überzeugte zurück nach Toledo zu ziehen. Er heiratete sie am 8. September 2007. Er verstarb 2010 im Alter von 85 Jahren an amyotropher Lateralsklerose, mit welcher er seit 2005 zu kämpfen hatte und die ihn die letzten beiden Lebensjahre bettlägerig machte.